# Shannonomyia (Shannonomyia) caesia
Shannonomyia (Shannonomyia) caesia is een tweevleugelige uit de familie steltmuggen (Limoniidae). De soort komt voor in het Neotropisch gebied.